# Onderscheidingsteken voor bijzondere operationele inzet Nederlandse Douane
Het onderscheidingsteken voor bijzondere operationele inzet Nederlandse Douane is een Nederlandse ministeriële herinneringsonderscheiding voor operationele inzet.
Het teken ingesteld ter waardering van de ambtenaren die zich voor of door de Douane langdurig of veelvuldig bijzonder operationeel hebben ingezet in Nederland of daarbuiten.
Het gaat daarbij om een langdurige of veelvuldige bijzondere operationele inzet van een ambtenaar die meer belastend is dan een reguliere inzet en dat de ambtenaar extra offers moet brengen ten aanzien van sociale relaties, ‘het thuisfront, huis en haard’ en bewegingsvrijheid.
Het onderscheidingsteken kan ook postuum worden toegekend.
Het onderscheidingsteken is cirkelvormig met een middellijn van 35 millimeter en is vervaardigd van messing met een antiekbronzen afwerking. De voorzijde van het onderscheidingsteken toont in hoog reliëf het oostelijk gedeelte van het westelijk halfrond en westelijk gedeelte van het oostelijk halfrond met daarop een gekroond douane-embleem oprijzend uit de Zuid-Atlantische Oceaan. De keerzijde vertoont in reliëf het gestileerde Rijkswapen uit de Rijkshuisstijl.
Het moiré lint is 27 millimeter breed en wordt in het midden gekenmerkt door de Nederlandse vlag. Het rood-wit-blauw wordt geflankeerd door twee banen van elk 3 millimeter mintgroen, de formele communicatiekleur van de Douane. Aan weerszijden daarvan een baan van elk 3 millimeter uitgevoerd in Rijksoverheid (donker)blauw, met aan weerszijden een witte baan van 1 millimeter. Tot slot worden de randen van het lint gekenmerkt door een baan van elk 3 millimeter in het blauw van de Werelddouaneorganisatie (World Customs Organization).
Museummedaille ·
Erepenning ·
Medaille van de Maatschappij tot Redding van Drenkelingen ·
Doggersbank-medaille ·
Broeder van de Orde van de Nederlandse Leeuw ·
Antwerpsche Medaille 1832 ·
Onderscheidingsteken voor Langdurige, Eerlijke en Trouwe Dienst ·
Eremedaille voor Kunst en Wetenschap ·
Eremedaille voor Voortvarendheid en Vernuft ·
De Ruyter-medaille ·
Regeringsmedaille ·
Medaille van het Carnegie Heldenfonds ·
Medaille van Verdienste van het Nederlandse Rode Kruis ·
Medaille voor trouwe dienst van het Nederlandse Rode Kruis ·
Erkentelijkheidsmedaille 1940-1945 ·
Inhuldigingsmedaille 1948 ·
Herinneringsmedaille Luchtbescherming 1940-1945 ·
Medaille van de Noord- en Zuid-Hollandsche Redding Maatschappij ·
Zilveren Anjer · 
Cultuurfonds Onderscheiding · 
Vrijwilligersmedaille Openbare Orde en Veiligheid ·
Vaardigheidsmedaille van de Nederlandse Sport Federatie ·
Inhuldigingsmedaille 1980 ·
Herinneringsmedaille VN-Vredesoperaties ·
Herinneringsmedaille Multinationale Vredesoperaties ·
Herinneringsmedaille Internationale Missies ·
Huwelijksmedaille 2002 ·
Herinneringsmedaille Buitenlandse Bezoeken ·
Marinemedaille ·
Landmachtmedaille ·
Marechausseemedaille ·
Luchtmachtmedaille
Zie ook: Ridderorden en onderscheidingen in Nederland